# Semblança de matrius
En àlgebra lineal, dues matrius A i B de dimensió n × n s'anomenen semblants si
{\displaystyle \!B=P^{-1}AP}
per alguna matriu invertible P de dimensió n × n. Les matrius semblants representen la mateixa aplicació lineal en dues bases diferents, essent P la matriu de canvi de base.
De vegades, hom anomena P una transformació de semblança. En el context de grups de matrius, de vegades la semblança de matrius s'anomena classe de conjugació, on les matrius semblants són conjugades.

## Propietats
La semblança és una relació d'equivalència en l'àmbit de les matrius quadrades.
Les matrius semblants comparteixen moltes propietats:
- Rang
- Determinant
- Traça
- Valors propis (tot i que els vectors propis són, en general, diferents)

Si u és un vector propi d'A de valor propi λ, llavors P−1u és un vector propi de B. Hem de demostrar que :{\displaystyle B\,(P^{-1}u)=\lambda (P^{-1}u)}.
{\displaystyle B\,(P^{-1}u)=P^{-1}AP(P^{-1}u)=P^{-1}A(PP^{-1})u=P^{-1}(Au)=P^{-1}\lambda u=\lambda (P^{-1}u)}
- Polinomi característic
- Polinomi mínim (entre altres invariants per semblança de la forma normal de Smith)
- Divisors elementals

Hi ha dos motius pels quals aquestes propietats es mantenen per semblances:
- Dues matrius semblants poden ser considerades com que descriuen la mateixa aplicació lineal, però referides a diferents bases
- L'aplicació lineal X ↦ P−1XP és un automorfisme de l'àlgebra associativa de totes les matrius n × n

Per aquest motiu, donada una matriu A, hom està interessat a trobar una "forma normal" simple B que sigui semblant a A: l'estudi d'A es redueix aleshores a l'estudi de la matriu B, més simple. Per exemple, A s'anomena diagonalitzable si és semblant a una matriu diagonal. No totes les matrius són diagonalitzables, però almenys sobre els nombres complexos (o sobre qualsevol cos algebraicament tancat), tota matriu és semblant a una matriu en forma canònica de Jordan. Una altra forma normal, la forma canònica racional, funciona sobre qualsevol cos. Examinant les formes de Jordan o les formes canòniques racionals d'A i B, hom pot identificar immediatament si són semblants. La forma normal de Smith pot emprar-se per determinar si dues matrius són semblants, tot i que, contràriament a la forma canònica de Jordan i a la forma canònica racional, una matriu no té per què ser semblant a la seva forma normal de Smith.

## Altres àrees
En teoria de grups, la semblança s'anomena conjugació. En teoria de categories, dondada qualsevol família Pn de matrius invertibles n × n que defineixen una transformació de semblança per totes les matrius rectangulars, que envia la matriu A de dimensió m × n a la matriu Pm−1APn, la família defineix un functor que és un automorfisme de la categoria de totes les matrius, on els objectes són els nombres naturals, i morfismes de n a m les matrius m × n compostes via multiplicació de matrius.